# Скворцов, Лев Владимирович
Лев Влади́мирович Скворцо́в (30 марта 1931, пос. Молочное, Вологодский округ — 8 августа 2023, Москва) — советский и российский философ, доктор философских наук, руководитель центра гуманитарных научно-информационных исследований ИНИОН РАН, главный редактор ежегодника «Человек: образ и сущность. Гуманитарные аспекты», шеф-редактор бюллетеня «Россия и мусульманский мир», председатель редакционного совета серии «Теория и история культуры», член редакционного совета «Литературоведческого журнала», председатель редакционной коллегии серий «Лики культуры», «Книга света», «Российские пропилеи», «Нumanitas», «Культурология. XX век», автор более 130 опубликованных научных работ.

## Биография
Окончил философский факультет МГУ.
- кандидатская диссертация (1958),
- докторская диссертация (1968).

С 1958 года работал в журнале «Философские науки» — старшим редактором, заместителем главного редактора. Вёл преподавательскую работу на философском факультете МГУ. В 1974—1986 годах работал советником министра культуры СССР, в 1986—1988 годах — помощником первого заместителя Председателя Президиума Верховного Совета СССР. С 1988 года — заместитель директора ИНИОН АН СССР. В 1997 году назначен руководителем Центра гуманитарных научно-информационных исследований (ЦГНИИ).
Умер 8 августа 2023 года в Москве в возрасте 92 лет. Похоронен на Анкудиновском кладбище

## Научная деятельность
Основные научные работы учёного касаются разработки новых методологических подходов к проблеме социального самосознания, Скворцов соединяет их с нестандартным анализом ряда актуальных проблем философии истории (например, перцепция страха в условиях возрастающего технического могущества человека и появления возможности самоуничтожения человечества, новые формы массового насилия и нестандартные его мотивы, исторические типы толерантности и т. д.)
Л. В. Скворцов обосновал необходимость перехода к научно-аналитическому типу информационного обеспечения, учёта в информационной деятельности потенциальных угроз, предотвращение которых обеспечивается опережающей информацией, раскрывая противоречивый характер процесса деидеологизации, российского плюрализма. Дал анализ особенностей панацейного мышления, традиционно определявшего механизмы соединения официальной идеологии с массовым сознанием.

## Основные работы
- В. И. Ленин о единстве познания и практики. — М: МГУ, 1961. — 170 с.;
- Обретает ли метафизика второе дыхание? — М: Мысль, 1966. — 199 с.;
- Общественный прогресс и идеология: на англ. яз. — М: АПН, 1972. — 184 с.
- Об особенностях кризиса современной буржуазной идеологии. — М.: Политиздат, 1970. — 288 с.
- Диалектика объективного и субъективного в философии истории. — М.: Знание, М., 1975. — 64 с.
- El tiempo y la necessidad en la Historia. — La Habana, 1977. — 125 с.
- История и антиистория: перев. на нем. яз. — М.: Политиздат, 1976. — 230 с.
- Социальный прогресс и свобода: перев. на болг. и словц. яз. — М.: Политиздат, 1979. — 190 с.
- Субъект истории и социальное самосознание. — М.: Политиздат, 1989. — 320 с.
- Культура самосознания: человек в поисках истины своего бытия. — М.: Политиздат, 1989. — 320 с.
- Гипотетический эзотеризм и гуманитарное самосознание. — М.: ИНИОН РАН, 2000. — 297 с.
- Информационная культура и цельное знание. — М.: ИНИОН РАН, 2001. — 288 с.
- Цивилизационные размышления: концепции категории постцивилизационной эволюции. М.; СПб.: Центр гуманитарных инициатив, 2016. — 384 с.[11].
- Цивилизационные опасности: философская интерпретация. М.; СПб.: Центр гуманитарных инициатив, 2018. — 384с.
- Истина самосознания: Гетеротопия смысла. – М.: Центр гуманитарных инициатив, 2020